# 赤井タンク
赤井 タンク（あかい タンク、1944年? - 1993年6月）は、日本の芸人、コメディアン。本名は山片政秀。

## 人物・来歴
テレビタレントビューロー出身。しばらくCMなどに出演、後に青芝フックに誘われて1968年に漫才コンビ「青芝フック・赤井タンク」を結成。1年ほど活動。1969年からは西川ひかるとのコンビ結成、これも1年ほどで解消。
その後トップホットシアターのコマ新喜劇に出演。女優前川美智子との結婚で引退し天満などでスナック経営をしていた。
漫才でもコメディアンでも目立った活躍なかったが奥田胃腸薬のCMに出演。